# Kriegerdenkmal Krosigk

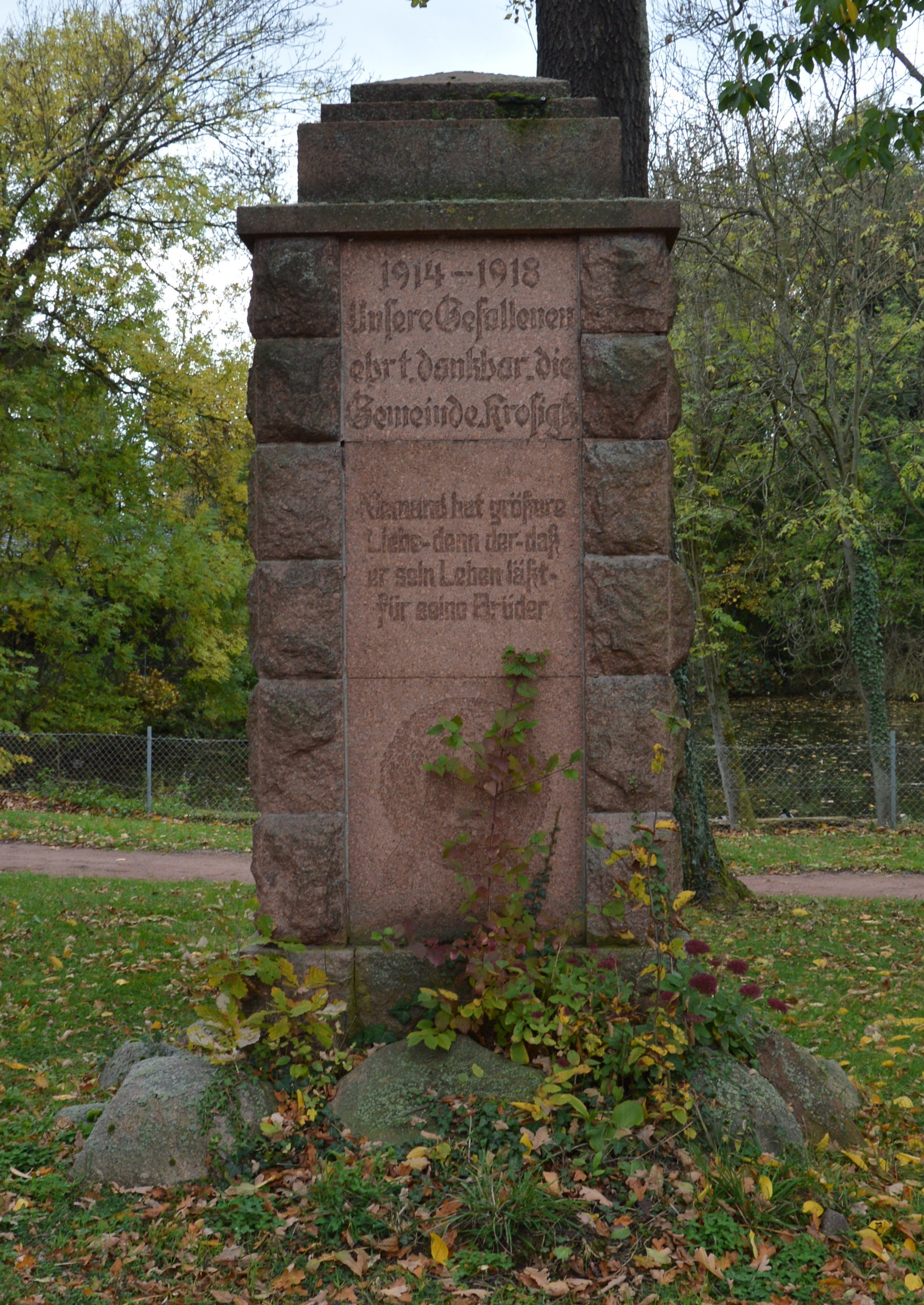
Kriegerdenkmal Krosigk

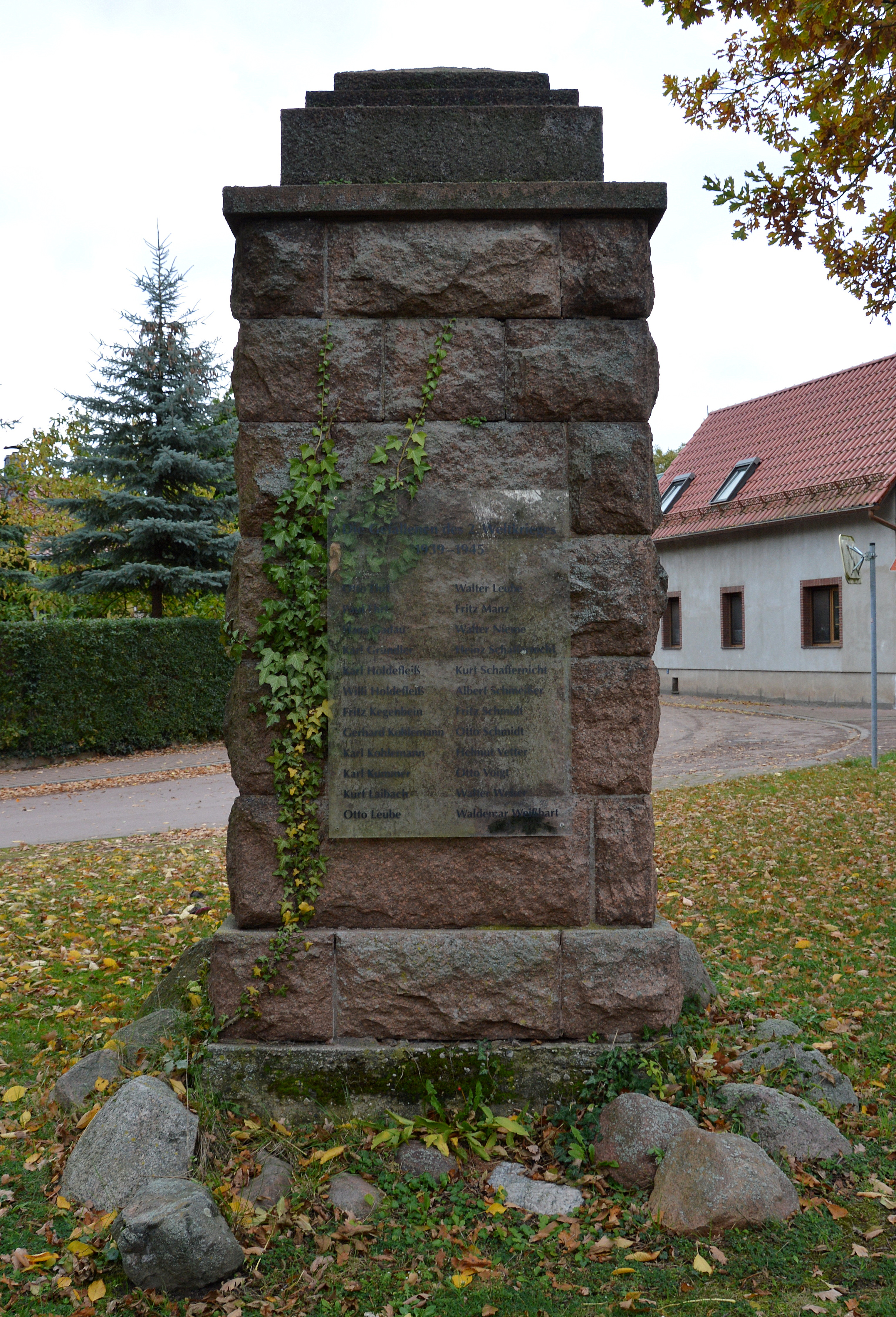
Inschrift mit den Namen der Gefallenen des Zweiten Weltkriegs

Das Kriegerdenkmal Krosigk ist ein denkmalgeschütztes Kriegerdenkmal im zur Gemeinde Petersberg gehörenden Dorf Krosigk in Sachsen-Anhalt.

## Lage
Es befindet sich östlich des Pfarrteichs am östlichen Ende der Straße Am Ziemer.

## Gestaltung und Geschichte
Das Kriegerdenkmal wurde für die Gefallenen des Dorfes Drehlitz im Ersten Weltkrieg errichtet und ist mit Inschriften versehen. Auf seiner nach Osten zeigenden Seite befindet sich die Inschrift:
1914-1918

Unsere Gefallenen

ehrt_dankbar_die

Gemeinde Krosigk

Niemand hat größere

Liebe-denn der-daß

er sein Leben läßt-

für seine Brüder

Auf der nach Westen ausgerichteten Seite wurde später eine Inschriftentafel mit den Namen der im Zweiten Weltkrieg Gefallenen angebracht:
Die Gefallenen des 2. Weltkrieges

1939-1945

| Otto ....         | Walter Leube      |
| ....              | Fritz Manz        |
| Hans Gadau        | Walter Nieme      |
| Karl Gründler     | Heinz Scha....    |
| Karl Holdefleiß   | Albert Schmeißer  |
| Fritz Kegenbein   | Fritz Schmidt     |
| Gerhard Kohlemann | Otto Schmidt      |
| Karl Kohlemann    | Helmut Vetter     |
| Karl Kummer       | Otto Voigt        |
| Kurt Laibach      | Walter W....      |
| Otto Leube        | Waldemar Weißbart |

Im örtlichen Denkmalverzeichnis ist das Kriegerdenkmal unter der Erfassungsnummer 094 55658 als Baudenkmal verzeichnet.